# Lgov (Tourgueniev)
Pour La ville Russe, voir Lgov.
Lgov est une nouvelle d'Ivan Tourgueniev parue dans la revue russe Le Contemporain en 1847. La nouvelle fait partie du recueil Mémoires d'un chasseur.

Sous prétexte de décrire des scènes de chasse, Tourgueniev critique ici les conditions de vie des serfs russes.

## Résumé
Le narrateur, toujours accompagné d’Iermolaï (voir Iermolaï et la Meunière), s’en va chasser à côté de la ville de Lgov. Le terrain est marécageux. Bientôt, ils constatent qu'il leur faut une barque. Ils rencontrent un jeune chasseur, Vladimir, qui les met en rapport avec un serf surnommé la Branche.
La Branche, un pêcheur, doit approvisionner la table de la barine en poisson de l'étang.  C’est presque un vieillard, et le narrateur lui fait raconter sa vie. Il a fait tous les métiers au gré des besoins ou caprices de ses différents propriétaire : cocher, cuisinier, figurant de théâtre, postillon, piqueur, jardinier... Une de ses maîtresses lui a imposé de changer de prénom et, étant vieille fille, lui a refusé l'autorisation de se marier.
La chasse reprend dans la barque. À bord, il y a Iermolaï, le meilleur tireur, Vladimir, la Branche et le narrateur. Bientôt, les canards abattus remplissent la barque. L'eau monte, et la barque finit par couler. Les quatre hommes n'ont de l'eau que jusqu'au cou, mais sont incapables de regagner la rive à cause des joncs. Iermolaï part en éclaireur afin de trouver un chemin et revient les chercher. Le soir, tout le monde se sèche dans une grange. 

## Édition française
- Lgov, traduit par Ely Halpérine-Kaminsky, dans Récits d'un chasseur, Paris, Éditions Albin Michel, 1893.
- Lgov, traduit par Françoise Flamant, Éditions Gallimard, Bibliothèque de la Pléiade, 1981  (ISBN 978 2 07 010980 7).